# Castiliscar
Castiliscar es un municipio y localidad de España, al noroeste de la provincia de Zaragoza, en la comunidad autónoma de Aragón. Perteneciente a la comarca de las Cinco Villas, cuenta con una población de 214 habitantes (INE 2024).

## Toponimia
La primera mención documentada al castello Liscarre lleva fecha de mayo de 1088. En este documento se recoge como el rey aragonés Sancho Ramírez le concede permiso al señor de Sos, Galindo Sánchez, para convertir «en castillo una torre ya existente en el lugar para consolidar su labor repobladora y defensiva». De la formación del topónimo, compuesto de «castillo de Liscarre» cabe inferirse que preexistía el topónimo del lugar «Liscarre».
En el norte de Aragón, y también en la parte oriental de Navarra, es frecuente el fitónimo liscar en referencia al lugar donde crece la lisca (Cyperus longus, espadaña, junco o junquillo), es decir, el «carrizo de hojas planas y cortantes» propio de terrenos húmedos, pastizales y riberas de corrientes de agua.  En el caso del lugar sin duda se refiere al Barranco (o Arroyo) de Castiliscar que desde la sierra de Sos desciende por la sierra de Santa Águeda y desemboca en el río Aragón, junto al monasterio de La Oliva.

## Geografía
Castiliscar está situado al noroeste de la comarca aragonesa de las Cinco Villas. 
Tiene una extensión de unos 40 km² y está asentado sobre formaciones geológicas terciarias de plegamiento alpino, en la falda de la sierra de Santa Águeda (estribaciones del prepirineo aragonés), con una altitud de 493 m sobre el nivel del mar. 
Desde un punto de vista geomorfológico, en el término municipal se distinguen dos áreas:
- Terreno llano: la mayor parte del término
- Terreno montañoso: en la parte norte y nordeste, en las estribaciones de la sierra de Santa Águeda en cuya cara occidental se asienta también el núcleo urbano.[11]

Panorámica de la villa desde el castillo

Sus coordenadas son 42°22′30″ N, 1°16′20″ O. Su término municipal limita al norte con Sos del Rey Católico, al este con Uncastillo y al sur con Sádaba, en la provincia de Zaragoza, y por el oeste con el municipio de Carcastillo, ya dentro de la Comunidad Foral de Navarra. El pueblo más cercano es Sofuentes (situado a 8 km, aunque pertenece al término municipal de Sos del Rey Católico, que está a 18 km) y Sádaba (a 12 km). El municipio pertenece al partido judicial de Ejea de los Caballeros. Su distancia a Zaragoza es de 101 km. 
Castiliscar está regado por el Canal de las Bardenas, construido en 1959 dentro del Plan Hidrológico Nacional, y que conduce las aguas del río Aragón almacenadas en el embalse de Yesa.

Desde el punto de vista eclesiástico, forma parte del arciprestazgo de Erla-Uncastillo en la parte meridional de la administración eclesiástica dependiente de la diócesis de Jaca que, a su vez, es sufragánea de la archidiócesis metropolitana de Pamplona y Tudela. Este arciprestazgo es resultado de la fusión en 2008 de los arciprestazgos de Uncastillo (en la parte occidental) y Erla (en la parte oriental). Históricamente, la iglesia de Castiliscar formaba parte del antiguo arciprestazgo de la Valdonsella.

Arciprestazgos de la diócesis de Jaca
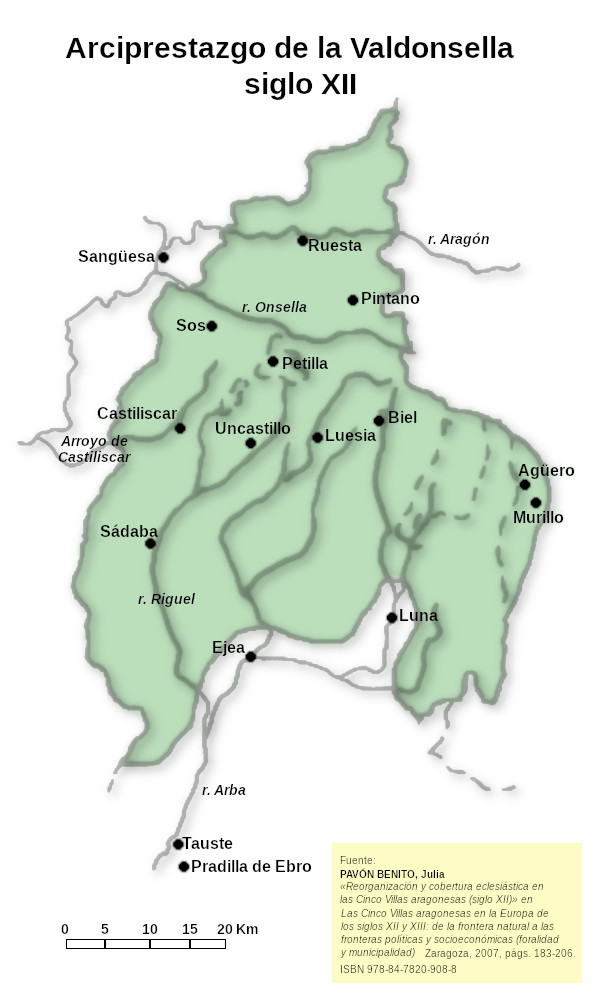
Arciprestazgo de la Valdonsella (siglo XII)
Hasta 2008
Desde 2008

### Entorno natural
En los alrededores existe un estanque artificial de unos 500 años de antigüedad, "la Estanca de los Dos Reinos", con una superficie de unas 15 hectáreas, que fue realizada durante el Renacimiento Aragonés para aprovechar el agua de lluvia y utilizarla para el riego agrícola. Está asentada sobre un sustrato impermeable que impide las fugas por filtración y tiene una represa construida siguiendo la técnica de los romanos. El agua almacenada se distribuye por medio de acequias, aunque la dependencia de la lluvia hace que su capacidad fluctúe según el año hidrológico. Este humedal alberga una gran masa de carrizo muy importante para el ecosistema, sobre todo para la conservación de las aves acuáticas que anidan o hacen escala durante sus migraciones. En la estanca pueden verse especies muy variadas como el pato cuchara, la focha común, garzas, zampullines e incluso ánsares y cormoranes en la época de migraciones.

## Historia

### Etapa prehistórica y antigua
En el término municipal de Castiliscar y de algunos pueblos próximos se han encontrado vasijas de cerámica campaniforme propias del Eneolítico con una antigüedad de unos 12 000 años, lo que demuestra que ha estado habitado desde tiempos prehistóricos.
Este enclave también tuvo importancia durante la etapa de control romano al ser lugar de paso de la vía Cesaraugusta-Pompaelo, que enlazaba los territorios de Aragón y Navarra. Muestra de ello son los abundantes restos arqueológicos encontrados en sus inmediaciones, como el miliario de César Augusto Octaviano hallado cerca de la ermita de San Román y que actualmente se encuentra en el Museo Arqueológico existente en el Castillo de Javier, en Navarra.
También hay restos de un antiguo dique en el monte de El Salau, cerca de la linde entre Sos y Castiliscar, una construcción de época imperial que debió servir para riego y para abastecimiento de la población.

### Etapa medieval
La construcción del "Castillo de Liscare" (o Castillo de Liscar), que dio origen al nombre actual de Castiliscar, y que está en el origen del pueblo, se erigió a principios del siglo XI por orden del rey Sancho Ramírez de Aragón para reforzar las posiciones cristianas frente a las musulmanas. partiendo de la excelente posición estratégica de Sos para extender su zona de influencia hacia la parte meridional de las actuales Cinco Villas (Ejea y Luna). Forma parte, de este modo, del conjunto de castillos defensivos existentes entre Loarre y Sos. Concretamente, sus puntos cercanos de apoyo serían el castillo de Royta, el castillo de Petilla, el castillo de Uncastillo y el castillo de Sibirana, además de la torre de Layana. La fortificación musulmana a que se enfrentaban era el castillo de Sádaba, con apoyos en defensas en Biota (actual torre del palacio de los condes de Aranda) y Malpica de Arba. El objetivo del castillo de Liscar era proteger la ruta de acceso que conduce, a través del puerto de Sos, hacia Sos y las llanuras del valle del río Aragón.
Junto con otro lugares cercanos (Encisa, Figarol y Uncastillo, entre otros), en enero de 1129, estando Alfonso I de Aragón y de Pamplona en Sos otorga el fuero de Cornago, un modelo foral propio de lugares fronterizos y que guarda mucha semejanza respecto al fuero de Jaca.
Aunque se desconoce en qué circunstacias pasó a su propiedad, se sabe que en 1171, Jusiana de Entenza, esposa del conde Hugo III de Ampurias, tenía dificultades para repoblar el lugar. En 1176 cedió la propiedad de su castillo a la orden de los hospitalarios de San Juan de Jerusalén. Esta donación evidenciaba un desinterés nobiliario por esta propiedad y, por contra, el castellano Alfonso estableció la encomienda sanjuanista en el lugar. bajo jurisdicción del gran priorato de la Castellanía de Amposta a la que pagaba sus diezmos hasta el siglo XVIII. Esta encomienda abarcaba otros lugares como Pilluel, Añesa (cerca de Ejea) y Paúles (cerca de Luna). El comendador de Castiliscar ejercía una autoridad civil y penal, recibiendo el cobro de censos y rentas además de diezmos y primicias. Era responsabilidad de los sanjuanistas, como propietarios, el cuidado del castillo, el horno de pan, la iglesia parroquial y otros derechos señoriales.
Por estos años se edificó la iglesia, de estilo románico tardío, y el pueblo creció en torno al castillo. Actualmente mantiene su aspecto medieval de estructura irregular y calles estrechas, con algunas casas de piedra muy bien cuidadas que conservan portales con arcos de medio punto y ventanas de corte gótico muy interesantes.
Por su propia condición de lugar fronterizo, tanto el castillo como el pueblo a sus pies estuvieron sujetos desde el primer momento a incursiones procedentes no sólo de los territorios musulmanes al sur, sino también de los navarros al oeste, ya a partir del siglo XIV o del siglo XV.

## Demografía
Castiliscar cuenta con una población de 214 habitantes (INE 2024).
| Gráfica de evolución demográfica de Castiliscar entre 1842 y 2021                                                   |
| |
| Población de derecho según los censos de población del INE Población de hecho según los censos de población del INE |

## Economía
Está basada principalmente en la agricultura y la ganadería, pero también es destacable el turismo estival de interior y el turismo de paso debido a la ubicación de Castiliscar en el marco de la ruta románica de las Cinco Villas.

## Administración y política
| Período   | Alcalde                      | Partido |  |
| --------- | ---------------------------- | ------- |  |
| 1979-1983 | José Antonio Martínez Cortés | PSOE    |  |
| 1983-1987 | José Antonio Martínez Cortés | PSOE    |  |
| 1987-1991 | José Antonio Martínez Cortés | PSOE    |  |
| 1991-1995 | José Antonio Martínez Cortés | PSOE    |  |
| 1995-1999 | José Antonio Martínez Cortés | PSOE    |  |
| 1999-2003 | José Antonio Martínez Cortés | PSOE    |  |
| 2003-2007 | José Antonio Martínez Cortés | PSOE    |  |
| 2007-2011 | José Antonio Martínez Cortés | PSOE    |  |
| 2011-2015 | José Ignacio Bueno Olóriz    | PSOE    |  |
| 2015-2022 | José Daniel Machín Cortés    | PSOE    |  |

| Partido político    | Partido político                                   | 2003   | 2007   | 2011   | 2015   |
| Partido político    | Partido político                                   | Ediles | Ediles | Ediles | Ediles |
|                     | Partido de los Socialistas de Aragón (PSOE-Aragón) | 5      | 4      | 4      | 5      |
|                     | Partido Aragonés (PAR)                             | 0      | —      | —      | —      |
|                     | Tierra Aragonesa (TA)                              | —      | —      | 0      | —      |
|                     | Partido Popular de Aragón (PP)                     | 2      | 2      | 2      | 1      |
|                     | Chunta Aragonesista (CHA)                          | 0      | 1      | 1      | 1      |
| Total de concejales | Total de concejales                                | 7      | 7      | 7      | 7      |

## Patrimonio artístico
- El sarcófago paleocristiano del siglo IV fue esculpido en alabastro hacia el año 340, y muestra escenas de la vida de Cristo, como son la Adoración de los Reyes, la Resurrección de Lázaro, la conversión del agua en vino y la Multiplicación de los panes y los peces.[31] Este sarcófago está en la iglesia, donde se utiliza actualmente como altar mayor de la misma.[15] Está considerado como uno de los más importantes en su clase, siendo objeto de diversos estudios especializados.[32]
- Monumento sepulcral romano de Sonavilla de reciente prospección aunque ya fue detectado en los años 80, por ahora se estima que correspondería a un área cementaria de una villa romana asentada en Sonavilla (Castiliscar).[33][34][35]
- La torre del castillo es lo que queda de la antigua fortaleza. Tiene forma cuadrada, de unos cuatro metros de lado, y está coronada por almenas. En su cara este alberga unos huecos para el campanario, con dos grandes campanas que repican en los acontecimientos. El interior es una pequeña capilla con bóveda de cañón apuntado de estilo románico cisterciense que aloja el Santo Cristo.
- La iglesia de San Juan Bautista, de estilo románico del siglo XII, situada al pie del castillo, es de estilo románico avanzado con influencia cisterciense;[36] su aparejo es de sillería muy bien labrada que aún conserva las marcas de los canteros y es de nave bajo cañón apuntado con ábside en semicírculos. Además de una pequeña puerta en el muro oeste, tiene otra principal en el norte. Esta puerta está enmarcada por arquivoltas sobre columnas completas y coronadas con capiteles cistercienses. Tiene tallado un peculiar crismón, con la letra "S" del anagrama en espejo. Sobre la puerta oeste se levanta una espadaña sin campanas, ya que éstas se alojan en la Torre del Castillo. En el interior de la iglesia, además del sarcófago ya mencionado, se conservan unas hermosas figuras religiosas, como la Virgen del Rosario, patrona del pueblo, y algunos cuadros de pintura también religiosa.
- El Calvario románico está compuesto por el Santo Cristo del Castillo, la Virgen de las Nieves y San Juan que están ubicados en la capilla de la Torre del castillo. Son unas sobresalientes tallas de madera policromada de calidad sublime de arte románico.[15] El Cristo mide 160 cm de la cabeza a los pies y 155 cm de mano a mano.
- Museo de La Orden de San Juan de Jerusalén y la Encomienda de Castiliscar. Edificio de tres plantas donde se puede conocer la historia de la Orden en Castiliscar, sus costumbres y pasado romano.

## Fiestas
- 8 de mayo: fiestas dedicadas al Santo Cristo del Castillo. Recientemente se ha recuperado la tradición de plantar el mayo, una costumbre perdida desde hacía más de cuarenta años.
- 15 de mayo: Festividad de San Isidro Labrador, en que se celebra la popular romería a la ermita de San Román.
- Fiestas patronales, en el primer domingo de agosto. Son en honor de la Virgen del Rosario y en ellas se combinan los actos religiosos con otros de divertimento entre los que cabe destacar encierros tradicionales y vaquillas.

## Equipamientos deportivos
Desde el año 2006, Castiliscar cuenta con un frontón para la práctica de la pelota, consistente en una moderna instalación de 36 metros de longitud, en la que se ha disputado un Campeonato de Europa de Clubes en julio de ese mismo año.